# ヘンリー・ビーチャム (初代ウォリック公爵)

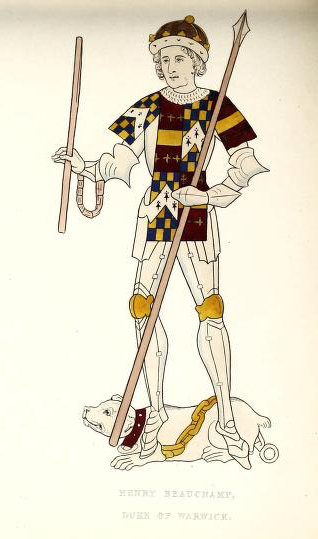
初代ウォリック公ヘンリー・ビーチャム（ヘンリー・ショー画、1843年）

初代ウォリック公爵ヘンリー・ビーチャム（英語: Henry Beauchamp, 1st Duke of Warwick、1425年3月22日 - 1446年6月11日）は、イングランド王国の貴族。若年ながら宮廷から多くの賞与や称号を与えられ、1445年には20歳でウォリック公爵に叙されたが、翌年に急死した。

## 生涯
第13代ウォリック伯爵リチャード・ド・ビーチャムと妻イザベル（1439年12月没、初代グロスター伯爵トマス・ル・ディスペンサーの娘）の息子として、1425年3月22日にハンリー城で生まれた。名親はボーフォート枢機卿、第6代スタッフォード伯爵ハンフリー・スタッフォード、第3代バーガヴェニー女男爵エリザベス・ビーチャム、ウスター主教フィリップ・モーガンなどが務めた。1439年4月30日に父が死去するとウォリック伯爵位を継承、同年12月には母も死去した。これによりウォリックやウスターシャーのエルムリー、グロスタシャーのテュークスベリー周辺の広大な領地を継承したほか、ウスターシャー州長官などの世襲官職も継承した。
若年ながら宮廷から多くの賞与、称号を与えられた。ウォリック伯爵は1444年4月2日に首席伯爵（premier earl）に叙され、1445年4月5日にはウォリック公爵に叙され、儀礼席次では公爵のうちノーフォーク公爵に次ぐ2位と定められた。1446年2月にはウォリックシャーの治安判事に任命された。それ以外にも1444年にグロスター公爵ハンフリー・オブ・ランカスターの死後にフェッケナムの森の所有権を得る権利が与えられた。『オックスフォード英国人名事典』によれば、第13代ウォリック伯爵の死後に遺産を継承したヘンリーが若年だったため、ウォリックシャーへの影響力が弱まったが、国王からの賞与や治安判事への任命はヘンリーがウォリックシャーへの影響力を取り戻しつつあることを意味するという。また、国王が気前よく賞与していることについてはヘンリー6世の治世初期の特徴だとしている。
しかし、ウォリックシャーでの権力掌握は失敗に終わり、ウォリック公爵は初代バッキンガム公爵（第6代スタッフォード伯爵が1444年9月に叙爵）と敵対関係になった上、自派にも内紛の兆しが現れてきた。ウォリックシャーの情勢が混沌とした最中、1446年6月11日にハンリー城で急死、テュークスベリー寺院に埋葬された。ウォリック公爵位は廃絶、ウォリック伯爵位は娘アンが継承した。ウォリック公爵の死に伴い、ウォリックシャーの混乱は終息に向かった。

## 家族
1434年、セシリー・ネヴィル（1450年7月没、第5代ソールズベリー伯爵リチャード・ネヴィルの娘）と結婚、1女をもうけた。
- アン（1442年/1443年2月 - 1449年） - 第15代ウォリック女伯爵[1]